# Lygophis elegantissimus
Lygophis elegantissimus là một loài rắn trong họ Rắn nước. Loài này được Koslowsky mô tả khoa học đầu tiên năm 1896.